# УС Фиумана
Унионе Спортива Фиумана (на италиански: Unione Sportiva Fiumana) или УС Фиумана е бивш италиански футболен клуб от днешния хърватски град Риека.

## История
УС Фиумана е създаден през 1926 г. като Унионе Спортива Фиумана след сливането на два местни клуба – Глория Фиуме и Олимпия Фиуме. Фиумана започва да играе в първа дивизия (Prima divisione), което е второто ниво на италианския футболен шампионат, и достига до Националната дивизия (Divisione Nazionale), първото ниво на италианския футбол през 1928 г. След 1929 г. се състезава в Серия Б през сезоните 1929/30 и 1941/42.
Клубът съществува между 1926 и 1945 г., по времето, когато градът е част от Кралство Италия и обикновено се споменава с италианското му име Фиуме. Фиумана играе домакинските си срещи на настоящия стадион „Кантрида“, който по това време носи името „Стадио Комунале дел Литорио“.
По време на своето съществуване, Фиумана прекарва по-голямата част от историята си във второто и третото ниво, завършвайки своя последен сезон като 4-ти в група А на Серия Ц 1942/43. След 1943 г. клубът престава да се състезава и през юни 1945 г. е официално разпуснат с указ, издаден от югославските комунистически власти, тъй като градът преминава във владение на Югославия след края на Втората световна война.
През 1946 г. е основан хърватският клуб НК Риека, който заема мястото на Фиумана като представителен футболен клуб на града.

## Отличия
- Серия Ц: 1940/41

|  | Тази страница частично или изцяло представлява превод на страницата U.S. Fiumana в Уикипедия на английски. Оригиналният текст, както и този превод, са защитени от Лиценза „Криейтив Комънс – Признание – Споделяне на споделеното“, а за съдържание, създадено преди юни 2009 година – от Лиценза за свободна документация на ГНУ. Прегледайте историята на редакциите на оригиналната страница, както и на преводната страница, за да видите списъка на съавторите. ВАЖНО: Този шаблон се отнася единствено до авторските права върху съдържанието на статията. Добавянето му не отменя изискването да се посочват конкретни източници на твърденията, които да бъдат благонадеждни. |